# Kurt Bauchwitz
Kurt Bauchwitz (* 12. Juli 1890 in  Halle, Saale; † 18. Juli 1974 in Milton, Massachusetts) war Rechtsanwalt, Essayist, Lyriker, Satiriker und Aphoristiker mit originellem Wortwitz. Er war Sohn jüdischer Eltern, aber katholisch notgetauft.

## Leben
Kurt Bauchwitz studierte Jura in Halle, München, Grenoble und Berlin und arbeitete als Anwalt in Berlin, bevor er Deutschland verließ. 1939 emigrierte er nach Japan (dort nahm er den Namen Roy C. Bates an), 1940 in die Vereinigten Staaten. In Amerika setzte er sich unter anderem dafür ein, Entschädigungen für während der Zeit des Nationalsozialismus beschlagnahmte Besitztümer zu erwirken, und war außerdem Vertreter der Erbengemeinschaft der Familie Mann.
Er schrieb unter anderem Der Lebendige (1920) und Heim-Findungen. Lebensbuch eines Emigranten (postum).